# Amazônia Groove
Amazônia Groove é um documentário brasileiro de 2018. O documentário foi distribuído pela Pagu Pictures e dirigido por Bruno Murtinho.
Gravado na Amazônia, o documentário busca explorar a música nativa, além de contar histórias dos músicos e cantores locais.
O longa foi um dos destaques do Festival do Rio em 2017, a produção ganhou o prêmio de melhor fotografia no South by Southwest 2019.